# Brenda Rosas
Brenda Kenysha Rosas Robledo (Estado de México, 11 de abril de 1995) es una jugadora de fútbol de la Primera División Femenil de México. Ocupa la posición de portera en el Club Universidad Nacional Femenil. 

## Trayectoria
Inició su carrera a los 6 años jugando en equipos varoniles en la posición delantera. A los trece años comenzó a jugar en la Liga mexicana de fútbol femenil, un año después gracias a la influencia de su abuelo decidió cambiar de posición a portera. Después de hacer visorías, a los 22 años entró a jugar al club Universidad Nacional Femenil.